# Хедлам, Стюарт
Стюарт Дакворт Хедлам (12 января 1847 — 18 ноября 1924) — священник англиканской церкви, один из пионеров и идеологов христианского социализма, один из видных деятелей Фабианского общества. Известен как основатель и староста социал-христианского движения «Гильдия Святого Матфея» и поручитель заключенного писателя Оскара Уайльда.

## Ранние годы
Хедлам родился в районе Wavertree, Ливерпуль, и получил образование в Итоне и Тринити-колледже Кембриджского университета.

### Первый приход
После рукоположения он стал викарием церкви Святого Иоанна на улице Друри-Лейн, в центре Лондона. Викарий Ричард Грэм Мол восхищался как работал Хедлам и разделял его христианские социалистические принципы. Но когда Хедлам стал настаивать на проповеди о возможности всеобщего спасения, Мол встревожился и уволил его. Джон Джексон, евангельский епископ Лондона, был ещё более серьёзной проблемой для продвижения идей Хедлама, и последовал ряд столкновений между епископом и своенравным священником, перешедший на личностный уровень и в конечном итоге Хедлам остался без прихода и был временно лишен права выполнять обязанности священника.

## Христианский социализм
В 1873 году, после ухода из церкви Святого Иоанна, Хедлам получил сан священника от Септимуса Хансарда (Hansard), ректора церкви Святого Матфея на Бетнал Грин, в лондонском Ист-Энд, районе пораженном нищетой. Его идеи, являющиеся синтезом идей Оксфордского движения и его собственного социалистического мышления, были достаточно поразительным для того времени, хотя и не совсем оригинальными. Повлиявшими на его убеждения он называл Чарльза Кингсли, и особенно Ф. Д. Мориса, чью теологию он изучал во время учёбы в Кембриджском университете. Он добавил к идеям этих ранних христианских социалистов глубокую приверженность ритуальному поклонению, которое он взял от англо-католической обрядности, которую он наблюдал в трущобах Лондона и глубоко ей восхищался. Он также был суровым критиком евангеликализма, осуждая подобное христианство как индивидуалистическое и потустороннее. Он подружился с лидером рабочего и секуляристского движения, Чарльзом Брэдлоу (Bradlaugh), хотя сам был противником секуляризма. Он также высоко ценил искусство в широком смысле, в том числе и театр, в то время, когда большинство священнослужителей тогдашней Англии расценивали театр как морально низкое зрелище, и ещё более скандальным было отсутствие с его стороны осуждения тогдашних концертных залов (мюзик-холлов), где продавались алкогольные напитки, а балерины танцевали в трико телесного цвета.
Уже к тому времени когда он покинул Кембридж, Хедлам считал себя в некотором роде социалистом. Но после пасторской службы в Бетнал Грин его политика приняла более радикальный поворот, а в последующие годы он присоединил к своему социализму восторженную поддержку «единого налога» Генри Джорджа. Тем не менее, из-за его веры в свободу личности и его враждебность по отношению к политическому сектантству, он оставался членом Либеральной партии. Эти идеи представляли собой пьянящую смесь, как и его проповеди, которые часто откровенно и буквально были направлены «против богатых». Результатом таких проповедей стала открытая ссора с епископом Джексоном, которая продолжилась и с преемником Джексона, Фредериком Темплом.

### Гильдия Матфея
В 1877 году он основал «Гильдию Святого Матфея» при одноимённой церкви. После своего ухода из церкви Святого Матфея, гильдия не распустилась, став местом общения духовенства и мирян, которые разделяли сакраментальный радикализм Хедлама. Оно было названо первым современным социалистическим обществом в Англии. В 1895 году, в момент наибольшей активности, в нём было 364 членов, из которых 99 были членами англиканского духовенства. Его основным рупором была ежемесячная газета, «The Church Reformer» (англ.- «реформатор церкви»), которая выходила с 1884 по 1895 годы, где обычно сочетались социальные и политические комментарии с размышлениями о театре и танце. Гильдия привлекла значительное число последователей, среди них были важные церковные деятелями — такие как Джеймс Аддерли (Adderley), Перси Дример (Dearmer), Чарльз Марсон (Marson), Конрад Ноэл и Фрэнк Уэстон.
Хедлам был уволен из церкви Св. Матфея на Бетнал Грин местным ректором в 1878 году, после того как между ним и епископом Джексоном произошёл серьёзный спор по поводу допустимости мюзик-холлов. Нераскаявшись, почти сразу, как он получил сан священника в другой церкви, на этот раз в церкви Святого Фомы, на Чартерхаус, Хедлам о там основал аналогичную Гильдию и стал отстаивать право прихожан на посещение театра как в качестве актёров так и в качестве зрителей.
Когда викарий, Джон Роджерс, умер в конце 1880 года, Хедлам был уволен, как это было принято. Вскоре его друг, Генри Дэвид Нихилл (Nihill), ритуалист-викарий из Св. Михаила, на Shoreditch принял его в свой приход. Но радикальный взгляды Хедлама на политику и его защита прав атеистов, таких как например Брэдлоу (Bradlaugh) на предмет права атеистов быть депутатами в Палате общин, настроила против него консервативных прихожан, и Нихилл был вынужден удалить его из прихода, в декабре 1882 года. Его сан временного священника полученный в 1884 году в церкви Сент-Джордж на Ботольф, закончился после того, как он выступил на митинге, где призвал к отмене Палаты лордов. Тогда же он обратился к Джексону за разрешением получить постоянный приход, но получил от того отказ.
Джексон умер 6 января 1885 года, но это не был конец бед Хедлама. Преемником Джексона стал Фредерик Тэмпл, епископ из Эксетера. В молодости Темпл был соавтором «Essays and Reviews», книги, которая представила широкой британской общественности критичный подход к библии, и Хедлам надеялся, что новый либеральный священник отменит решение Джексона. Но Темпл ненавидил мюзик-холл, как и Джексон, если не больше. После напряженной встречи между Церковью Англии и Советом Гильдии Актёров, Темпл, как и Джексон, отказал Хедламу в лицензии священника. «Епископ Лондона», писал он, «сожалеет, что г-н Стюарт Д. Хедлам, кажется, наносит серьезный вред, и придерживается того мнения, что епископ не в состоянии дать г-ну Хедламу средства для совершения еще большего вреда».

### Фабианское общество
В декабре 1886 года, Хедлам вступил в Фабианское общество и в течение нескольких лет был членом его исполнительного комитета. В 1888 году, он и Анни Безант были избраны в Совет Лондонских школ от Прогрессивной партии — широкой коалиции лондонских либералов, радикалов и социалистов. В 1902 году консервативное правительство отменило школьные советы по всей Англии и передало их обязанности окружным советам. Хотя это было реформой, проведенной во многом усилиями другого Фабианца, Сидни Уэбба, и одобреной Фабианским обществом, Хедлам, как и многие другие на левом фланге фабианцев, осудили реформу как недемократическую. Новый Закон об образовании не затронул конкретно Лондонский школьный совет, но только временно. Его тоже закрыли, в 1904 году. И несмотря на его ожидания, что он будет в состоянии работать как прогрессивный кандидат в Совете Лондонского графства и в том же году получит место в Комитете образования, прогрессисты не выдвинули его, возможно, из-за давления со стороны Уэбба и его союзников. его избрали в совет только в 1907 году, и там он продолжал быть неутомимым защитником детей из рабочего класса и их учителей. В том же году он опубликовал The Socialist’s Church. («церковь социалистов»).

## Залог за Оскара Уайльда
Хотя Хедлам не знал Уайльда лично, он оплатил половину залога за его освобождение.
В 1890-х годах Хедлам стал хорошо известным некоторым членам поэтического клуба «Rhymers» (en:Rhymers' Club). В 1906 году он основал анти-пуританскую лигу, эфемерную группу, среди своих членов которой были и Сесил Честертон и Г. К. Честертон. Хотя он не защищал сексуальное поведение Оскара Уайльда, он заплатил половину из суммы в 5000 фунтов как залог для него, за освобождение на время уголовного процесса. В это время Уайльд не был известен ему лично. Позже, в 1897 году Уайльд посетил дом Хедлама на Upper Bedford Place, Bloomsbury, по пути из тюрьмы Пентонвиль, откуда он был освобожден, и оттуда отправился на паром, на котором навсегда покинул Англию.